# Paraplegi
Paraplegi innebär förlorad funktion i bål, bäckenorgan och/eller ben, med fullständigt bibehållen funktion i armarna på grund av skada på ryggmärgens bröstsegment eller under desamma. 
En komplett skada innebär att det inte finns någon sensorisk eller frivillig motorisk funktion nedanför det skadade segmentet. Vid inkomplett skada finns delvis bevarad funktion. Klassificeringen av graden av sensoriskt/motoriskt bortfall sker enligt ett internationellt klassificeringssystem (ASIA).
Skadan kan ha traumatiskt ursprung (trafikolyckor, dykning, fall eller annat våld mot ryggmärgen). Den kan även orsakas av olika sjukdomar, blödningar och tumörer i ryggmärgen men också tillstånd utanför densamma där ryggmärgen pressas samman eller blodförsörjningen är nedsatt.